# 1974
1974. је била проста година.

## Догађаји

### Фебруар
- 7. фебруар — Гренада је стекла независност од Уједињеног Краљевства.
- 21. фебруар — У Скупштини Југославије проглашен нови Устав којим су дефинисане промене у односима федерације и федералних јединица и устројство федералне заједнице.

### Март
- 3. март — У дотад најтежој несрећи у историји цивилног ваздухопловства, погинуло је свих 346 особа у турском путничком авиону DC-10, који се срушио близу Париза.
- 4. март — Премијер Уједињеног Краљевства, члан Конзервативне партије, Едвард Хит подноси оставку, а наслеђује га лабуриста Харолд Вилсон, који је претходно водио државу од 1964. до 1970. године.
- 10. март — Јапански поручник Хиро Онаде предао се филипинским властима, после 29 година скривања у џунгли објаснивши да није добио наређење о повлачењу и престанку рата САД и Јапана.
- 29. март — Група кинеских сељака из покрајине Шенси је открила хиљаде глинених статуа које су представљале војску првог кинеског цара Ћин Ши Хуанга.

### Април
- 25. април — У Португалу у Револуцији каранфила оборен је аутократски режим Марсела Каитана.
- 29. април — Основан је Универзитет Црне Горе у Подгорици.

### Мај
- 16. мај — Јосип Броз Тито проглашен за доживотног председника Социјалистичке Федеративне Републике Југославије.
- 18. мај — Индија извршила прву нуклеарну пробу у пустињи у Раџастану и постала шеста земља која је извела нуклеарну експлозију.
- 30. мај — на Десетом конгресу Савеза комуниста Југославије, Тито изабран за доживотног председника СКЈ.

### Јун
- 7. јун — У Ивањици пуштена у рад прва земаљска сателитска станица у Југославији за међуконтиненталне телефонске линије и ТВ програме.
- 29. јун — Изабела Перон је заменила оболелог мужа Хуана Перона на месту председника Аргентине.

### Јул
- 15. јул — Група грчких официра у кипарској Националној гарди и присталица припајања Кипра Грчкој извршила војни удар збацивши са власти председника и архиепископа Макариоса III.
- 20. јул — Турске снаге су извршиле десант на Кипар, заузеле луку Киренију и кренуле према Никозији.
- 23. јул — Грчка војна влада је позвала Константина Караманлиса да се врати из избеглиштва у Паризу и формира Владу, што је био крај седмогодишње владавине војне хунте у Грчкој.
- 26. јул — Константин Караманлис формирао прву цивилну владу после седмогодишњег војног режима у Грчкој.

### Август
- 8. август — Амерички председник Ричард Никсон је у телевизијском обраћању нацији најавио да ће сутрадан поднети оставку због афере Вотергејт.
- 9. август — Џералд Форд инаугурисан за 38. председника САД.
- 30. август — Код Загреба се догодила тешка железничка несрећа у којој је изгубило живот око 150 људи.

### Септембар
- 12. септембар — Војним пучем свргнут је са власти етиопски цар Хајле Селасије.
- 22. септембар — У урагану у централноамеричкој држави Хондурас погинуло око 5.000 људи.

### Децембар
- 8. децембар — Грађани Грчке на референдуму великом већином гласали за републику, против рестаурације монархије.

## Рођења

### Јануар
- 5. јануар — Ђорђе Светличић, српски фудбалер[1]
- 12. јануар — Мелани Чизом, енглеска музичарка и глумица, најпознатија као чланица групе [2]
- 16. јануар — Кејт Мос, енглески фотомодел[3]
- 22. јануар — Ана Радмиловић, српска књижевница и новинарка (прем. 2017)
- 24. јануар — Ед Хелмс, амерички глумац, комичар и музичар[4]
- 30. јануар — Кристијан Бејл, енглески глумац[5]
- 30. јануар — Оливија Колман, енглеска глумица[6]

### Фебруар
- 5. фебруар — Борислав Стефановић, српски политичар и музичар
- 6. фебруар — Златко Болић, српски кошаркаш и кошаркашки тренер[7]
- 7. фебруар — Стив Неш, канадски кошаркаш[8]
- 8. фебруар — Сет Грин, амерички глумац, сценариста и продуцент[9]
- 9. фебруар — Амбер Валета, америчка глумица и модел[10]
- 10. фебруар — Елизабет Бенкс, америчка глумица и редитељка[11]
- 13. фебруар — Роби Вилијамс, енглески музичар
- 15. фебруар — Џина Лин, порториканска порнографска глумица и модел
- 16. фебруар — Махершала Али, амерички глумац[12]
- 18. фебруар — Јевгениј Кафељников, руски тенисер[13]
- 19. фебруар — Дејан Луткић, српски глумац
- 22. фебруар — Џејмс Блант, енглески музичар[14]
- 23. фебруар — Стефан Бернадис, француски клизач[15]
- 26. фебруар — Себастјен Леб, француски аутомобилиста[16]

### Март
- 3. март — Игор Перовић, српски кошаркаш и кошаркашки тренер[17]
- 4. март — Младен Крстајић, српски фудбалер и фудбалски тренер[18]
- 4. март — Аријел Ортега, аргентински фудбалер
- 5. март — Ева Мендес, америчка глумица и модел[19]
- 5. март — Андреј Шепетковски, српски глумац[20]
- 13. март — Томас Енквист, шведски тенисер[21]
- 14. март — Грејс Парк, канадска глумица[22]
- 15. март — Јана, српска певачица[23]
- 17. март — Александра Ивошев, српска стрелкиња[24]
- 23. март — Жауме Колет Сера, шпанско-амерички редитељ и продуцент[25]
- 24. март — Алисон Ханиган, америчка глумица и ТВ водитељка[26]
- 25. март — Ксенија Рапопорт, руска глумица[27]
- 26. март — Тарибо Вест, нигеријски фудбалер[28]
- 27. март — Гаиска Мендијета, шпански фудбалер[29]
- 31. март — Стефан Олсдал, шведско-енглески музичар, најпознатији као басиста и гитариста групе [30]
- 31. март — Милош Самолов, српски глумац[31]

### Април
- 3. април — Маркус Браун, амерички кошаркаш
- 9. април — Милена Марковић, српска песникиња, драмска списатељица и сценаристкиња[32]
- 9. април — Џена Џејмсон, америчка порнографска глумица[33]
- 11. април — Алекс Коређа, шпански тенисер[34]
- 11. април — Триша Хелфер, канадска глумица и модел[35]
- 12. април — Силвињо, бразилски фудбалер[36]
- 13. април — Рубен Естлунд, шведски режисер и сценариста[37]
- 15. април — Дени Пино, амерички глумац[38]
- 17. април — Викторија Бекам, енглеска певачица и модна дизајнерка, најпознатија као чланица групе [39]
- 18. април — Едгар Рајт, енглески режисер, сценариста, продуцент и глумац[40]
- 22. април — Шаво Одаџијан, јерменско-амерички музичар, најпознатији као басиста групе
- 23. април — Лара Мандић, српска кошаркашица[41]
- 28. април — Пенелопе Круз, шпанска глумица[42]
- 29. април — Ангун, индонежанско-француска музичарка[43]

### Мај
- 10. мај — Силван Вилтор, француски фудбалер[44]
- 10. мај — Владислава Ђорђевић, српска глумица и певачица[45]
- 11. мај — Беноа Мажимел, француски глумац[46]
- 13. мај — Наташа Ђорђевић, српска певачица[47]
- 16. мај — Лаура Паузини, италијанска музичарка[48]
- 17. мај — Андреа Кор, ирска музичарка и глумица, најпознатија као чланица групе [49]
- 17. мај — Дамјано Томази, италијански фудбалер[50]
- 23. мај — Горан Јагодник, словеначки кошаркаш[51]
- 23. мај — Џул, америчка музичарка, глумица, продуценткиња, списатељица и песникиња[52]
- 28. мај — Бојана Маљевић, српска глумица[53]
- 30. мај — Биг Ел, амерички хип-хоп музичар (прем. 1999)[54]
- 30. мај — Си Ло Грин, амерички музичар, музички продуцент и глумац[55]
- 30. мај — Константинос Халкијас, грчки фудбалски голман[56]
- 31. мај — Југослав Васовић, српски ватерполиста[57]

### Јун
- 1. јун — Аланис Морисет, канадска музичарка, музичка продуценткиња и глумица[58]
- 1. јун — Мајкл Расмусен, дански бициклиста[59]
- 2. јун — Лија Кернс, канадска глумица[60]
- 3. јун — Сергеј Ребров, украјински фудбалер и фудбалски тренер[61]
- 3. јун — Дејан Стојановић Кепа, српски музичар, најпознатији као бубњар групе Смак[62]
- 7. јун — Махеш Бупати, индијски тенисер[63]
- 7. јун — Бер Грилс, северноирски авантуриста[64]
- 12. јун — Џејсон Мјуз, амерички глумац[65]
- 13. јун — Душан Петковић, српски фудбалер[66]
- 14. јун — Саша Дончић, словеначки кошаркаш и кошаркашки тренер[67]
- 18. јун — Винченцо Монтела, италијански фудбалер и фудбалски тренер[68]
- 25. јун — Олга Радионова, хрватско-руска глумица, ТВ водитељка и модел

### Јул
- 6. јул — Зе Роберто, бразилски фудбалер[69]
- 8. јул — Гоца Тржан, српска певачица[70]
- 8. јул — Драгослав Јеврић, српски фудбалски голман[71]
- 8. јул — Жана Фриске, руска глумица, музичарка и модел (прем. 2015)[72]
- 9. јул — Никола Ђуричко, српски глумац и ТВ водитељ[73]
- 9. јул — Никола Шарчевић, шведско-српски музичар, најпознатији као басиста и певач групе
- 11. јул — Андре Ојер, холандски фудбалер[74]
- 12. јул — Шерон ден Адел, холандска музичарка, најпознатија као певачица групе [75]
- 12. јул — Стелиос Јанакопулос, грчки фудбалер и фудбалски тренер[76]
- 13. јул — Јарно Трули, италијански аутомобилиста, возач Формуле 1[77]
- 22. јул — Франка Потенте, немачка глумица и певачица[78]
- 23. јул — Морис Грин, амерички атлетичар[79]
- 24. јул — Харис Бркић, југословенски кошаркаш (прем. 2000)
- 25. јул — Адријана Јанић, америчка глумица и ТВ водитељка
- 26. јул — Сем Бим (Iron & Wine), амерички музичар
- 28. јул — Алексис Ципрас, грчки политичар, премијер Грчке (2015—2019)[80]
- 29. јул — Џош Раднор, амерички глумац, редитељ, сценариста и музичар[81]
- 30. јул — Хилари Сванк, америчка глумица и продуценткиња[82]
- 31. јул — Емилија Фокс, енглеска глумица[83]

### Август
- 7. август — Мајкл Шенон, амерички глумац и музичар[84]
- 9. август — Дерек Фишер, амерички кошаркаш и кошаркашки тренер[85]
- 14. август — Чаки Еткинс, амерички кошаркаш[86]
- 15. август — Наташа Хенстриџ, канадска глумица и модел[87]
- 16. август — Никола Куљача, српски ватерполиста[88]
- 20. август — Ејми Адамс, америчка глумица[89]
- 22. август — Ивана Петерс, српска музичарка[90]
- 24. август — Џенифер Лин, америчка глумица[91]
- 25. август — Бојан Костреш, српски политичар[92]
- 30. август — Денис Вајланд, немачки фудбалер[93]
- 31. август — Андреј Медведев, руски тенисер[94]

### Септембар
- 1. септембар — Филип Николић, француски музичар и глумац (прем. 2009)[95]
- 2. септембар — Инари Вакс, америчка порнографска глумица[96]
- 2. септембар — Саша Зорић, српски фудбалер[97]
- 6. септембар — Горан Тробок, српски фудбалер[98]
- 6. септембар — Сашо Филиповски, словеначки кошаркашки тренер
- 6. септембар — Тим Хенман, британски тенисер
- 7. септембар — Антонио Макдајс, амерички кошаркаш[99]
- 10. септембар — Мирко Филиповић, хрватски боксер
- 10. септембар — Бен Волас, амерички кошаркаш
- 10. септембар — Рајан Филипи, амерички глумац[100]
- 12. септембар — Нуно Валенте, португалски фудбалер и фудбалски тренер[101]
- 15. септембар — Драган Ћирић, српски фудбалер[102]
- 17. септембар — Рашид Волас, амерички кошаркаш[103]
- 18. септембар — Сол Кембел, енглески фудбалер и фудбалски тренер[104]
- 19. септембар — Дамир Мулаомеровић, хрватски кошаркаш и кошаркашки тренер[105]
- 19. септембар — Викторија Силвстет, шведски глумица, певачица и модел[106]
- 19. септембар — Џими Фалон, амерички глумац, комичар, ТВ водитељ, музичар, писац и продуцент[107]
- 19. септембар — Сајријак Харис, енглески аниматор
- 22. септембар — Боривоје Адашевић, српски писац (прем. 2019)[108]
- 25. септембар — Игор Богдановић, српски фудбалер[109]
- 27. септембар — Паола Тојос, мексичка глумица[110]
- 28. септембар — Тина Ивановић, српска певачица[111]
- 29. септембар — Небојша Миловановић, српски глумац[112]

### Октобар
- 7. октобар — Карлот Перели, шведска музичарка[113]
- 9. октобар — Чедомир Антић, српски историчар и политички активиста
- 10. октобар — Наике Ривели, италијанска глумица и певачица[114]
- 12. октобар — Арон Лоув, канадски уметнички клизач
- 14. октобар — Џесика Дрејк, америчка порнографска глумица[115]
- 16. октобар — Лора Ејнџел, чешка певачица, порнографска глумица, модел и редитељка[116]
- 17. октобар — Метју Макфадјен, енглески глумац[117]
- 28. октобар — Дејан Стефановић, српски фудбалер[118]
- 28. октобар — Хоакин Финикс, порторикански глумац[119]
- 29. октобар — Алберт Нађ, српски фудбалер и фудбалски тренер[120]

### Новембар
- 2. новембар — Нели, амерички репер.[121]
- 5. новембар — Ангела Госов, немачка музичарка, најпознатија као певачица групе [122]
- 5. новембар — Дадо Пршо, хрватски фудбалер[123]
- 5. новембар — Џери Стекхаус, амерички кошаркаш и кошаркашки тренер[124]
- 6. новембар — Зои Маклелан, америчка глумица[125]
- 9. новембар — Алесандро дел Пјеро, италијански фудбалер[126]
- 10. новембар — Кристина Ковач, српска музичарка и композиторка
- 11. новембар — Леонардо Дикаприо, амерички глумац и филмски продуцент[127]
- 15. новембар — Чад Кругер, канадски музичар и музички продуцент, најпознатији као фронтмен групе Nickelback[128]
- 16. новембар — Пол Скоулс, енглески фудбалер и фудбалски тренер[129]
- 18. новембар — Клои Севињи, америчка глумица, модел и модна креаторка[130]
- 27. новембар — Паров Стелар, аустријски музичар, музички продуцент и ди-џеј

### Децембар
- 1. децембар — Коштиња, португалски фудбалер и фудбалски тренер[131]
- 3. децембар — Албена Денкова, бугарска клизачица
- 3. децембар — Трина, америчка хип хоп музичарка и ТВ личност[132]
- 4. децембар — Анке Хубер, немачка тенисерка[133]
- 10. децембар — Мег Вајт, америчка музичарка[134]
- 15. децембар — Никола Стојић, српски веслач[135]
- 17. децембар — Феликс Лајко, мађарски музичар и композитор[136]
- 17. децембар — Сара Полсон, америчка глумица[137]
- 18. децембар — Вики Миљковић, српска певачица[138]
- 18. децембар — Кери Бајрон, америчка уметница и ТВ водитељка[139]
- 19. децембар — Јасмила Жбанић, босанскохерцеговачка редитељка и сценаристкиња[140]
- 19. децембар — Славен Римац, хрватски кошаркаш и кошаркашки тренер[141]
- 22. децембар — Горан Караџић, српски кошаркаш[142]
- 24. децембар — Иван Ранђеловић, српски фудбалски голман[143]
- 24. децембар — Марсело Салас, чилеански фудбалер[144]
- 29. децембар — Лена Богдановић, српска глумица[145]

## Смрти

### Јануар
- 31. јануар — Семјуел Голдфиш, амерички филмски продуцент [146]

### Фебруар
- 24. фебруар — Синиша Станковић, српски биолог (* 1892)[147]

### Април
- 12. април — Јевгениј Вучетич, руски вајар

### Јун
- 18. јун — Георгиј Жуков, маршал Совјетског Савеза

### Јул
- 1. јул — Хуан Перон, аргентински политичар
- 9. јул — Ерл Ворен, амерички правник
- 24. јул — Џејмс Чедвик, енглески физичар (* 1891)

### Август
- 26. август — Чарлс Линдберг, амерички авијатичар (* 1902)[148]

### Новембар
- 25. новембар — У Тант, бурмански политичар (* 1909)[149]

## Нобелове награде
- Физика — Сер Мартин Рајл и Ентони Хјуиш
- Хемија — Пол Џ. Флори
- Медицина — Алберт Клод, Кристијан де Дуве и Џорџ Е. Паладе
- Књижевност — Ејвинд Јонсон и Хари Мартинсон
- Мир — Председник Међународног мировног бироа и комисије за Намибију УН Шон Макбрајд (Ирска) и Еисаку Сато (佐藤榮作) (Јапан)
- Економија — Гунар Мирдал (Шведска) и Фридрик Хајек (УК)